# 北宋京西南路帅臣列表
北宋京西南路帅臣，指京西南路安抚司的长官，或称安抚使，或称经略安抚使。

## 历任经略安抚使

### 宋太祖朝
- 宋偓（960年）
- 张永德（960年－964年）
- 祁廷训（964年）
- 张永德（964年－967年）
- 祁廷训（967年）
- 张永德（967年－976年）

### 宋太宗朝
- 张永德（976年－977年）
- 高怀德（982年）
- 赵普（983年－986年）
- 钱俶（987年－988年）
- 赵延进（989年－992年）
- 苏易简（995年）
- 寇准（996年－997年）

### 宋真宗朝
- 寇准（997年－998年）
- 姚坦
- 张雍（1007年－1008年）
- 张知白（1008年－1010年）
- 刘筠
- 陈尧咨（1015年－1016年）
- 任布（1018年）
- 夏竦（1019年）
- 黄昭益（1020年－1021年）

### 宋仁宗朝
- 王世昌（1022年）
- 寇瑊（1023年－1024年）
- 张师德
- 曹利用（1029年）
- 赵贺（1033年－1034年）
- 焦守节
- 燕肃（1037年）
- 谢绛（1039年）
- 柳植（1041年－1043年）
- 杜曾（1043年）
- 张昪（1044年）
- 孙甫（1045年）
- 范仲淹（1045年－1049年）
- 张友直（1049年）
- 刘元瑜（1057年－1058年）
- 马寻
- 施昌言（1058年－1060年）
- 王琪（1060年－1061年）
- 李兑（1061年－1063年）

### 宋英宗朝
- 李兑（1063年－1064年）
- 郭申锡（1065年－1066年）
- 钱公辅（1067年）

### 宋神宗朝
- 孙思恭（1068年－1069年）
- 吕诲（1069年－1070年）
- 赵瞻（1070年）
- 谢景温（1071年）
- 韩绛（1071年－1072年）
- 李璋（1072年）
- 谢景温（1073年）
- 陈绎（1073年－1074年）
- 张焘（1074年）
- 滕甫（1075年）
- 刘忱（1075年－1077年）
- 张蒭（1077年－1078年）
- 李复圭（1079年）
- 钱藻（1080年）
- 贾昌衡（1082年）
- 刘忱（1084年）
- 贾昌衡（1084年－1085年）
- 邓绾（1085年）

### 宋哲宗朝
- 邓绾（1085年－1086年）
- 曾孝宽（1086年）
- 陈安石（1086年－1087年）
- 韩维（1088年）
- 蔡确（1088年－1089年）
- 李常（1089年）
- 曾肇（1089年－1090年）
- 杜紘
- 陆佃（1090年－1092年）
- 黄履（1092年）
- 谢景温（1092年－1095年）
- 范纯粹（1096年）
- 杜紘（1097年）
- 宇文昌龄（1098年－1099年）
- 邵䶵（1099年－1100年）

### 宋徽宗朝
- 邵䶵（1100年）
- 王说（1100年）
- 郭知章（1100年）
- 盛次中（1101年）
- 贾易（1101年－1102年）
- 林颜
- 吕仲甫（1103年）
- 吴安宪
- 石豫
- 向宗贤（1106年－1108年）
- 张茂直（1115年－1116年）
- 李夔（1110年－1111年）
- 许光凝（1111年－1113年）
- 贾炎（1115年－1116年）
- 赵鼎臣（1117年－1118年）
- 许份（1118年－1121年）
- 范致虚
- 崔彪
- 王师状
- 范致虚（1122年－1123年）
- 葛胜仲（1124年－1125年）
- 范致虚（1125年）

### 宋钦宗朝
- 张叔夜（1126年）